# Мотуши (Тюменская область)
Мотуши (Матуши) (сибирскотат. 
Турауыл) — деревня в Ярковском районе Тюменской области России. Входит в состав Дубровинского сельского поселения.

## География
Расположена на левом берегу Туры в 45 км к юго-западу от села Ярково и в 55-60 км к востоку от Тюмени.
В 2,5 км к северу от деревни проходит автодорога Р-404 (участок Тюмень — Тобольск).

## Население
| 2010 |
| ---- |
| 434  |

## Учреждения
В Матушах есть «Матушинская начальная общеобразовательная школа».
В центре деревни расположена мечеть.